# ILife
Ilife este o linie de software creat de compania Apple Inc. Este folosit pentru organizarea, manipularea și publicarea fotografiilor, filmelor și a cântecelor.